# Hochschule für Gestaltung Ulm

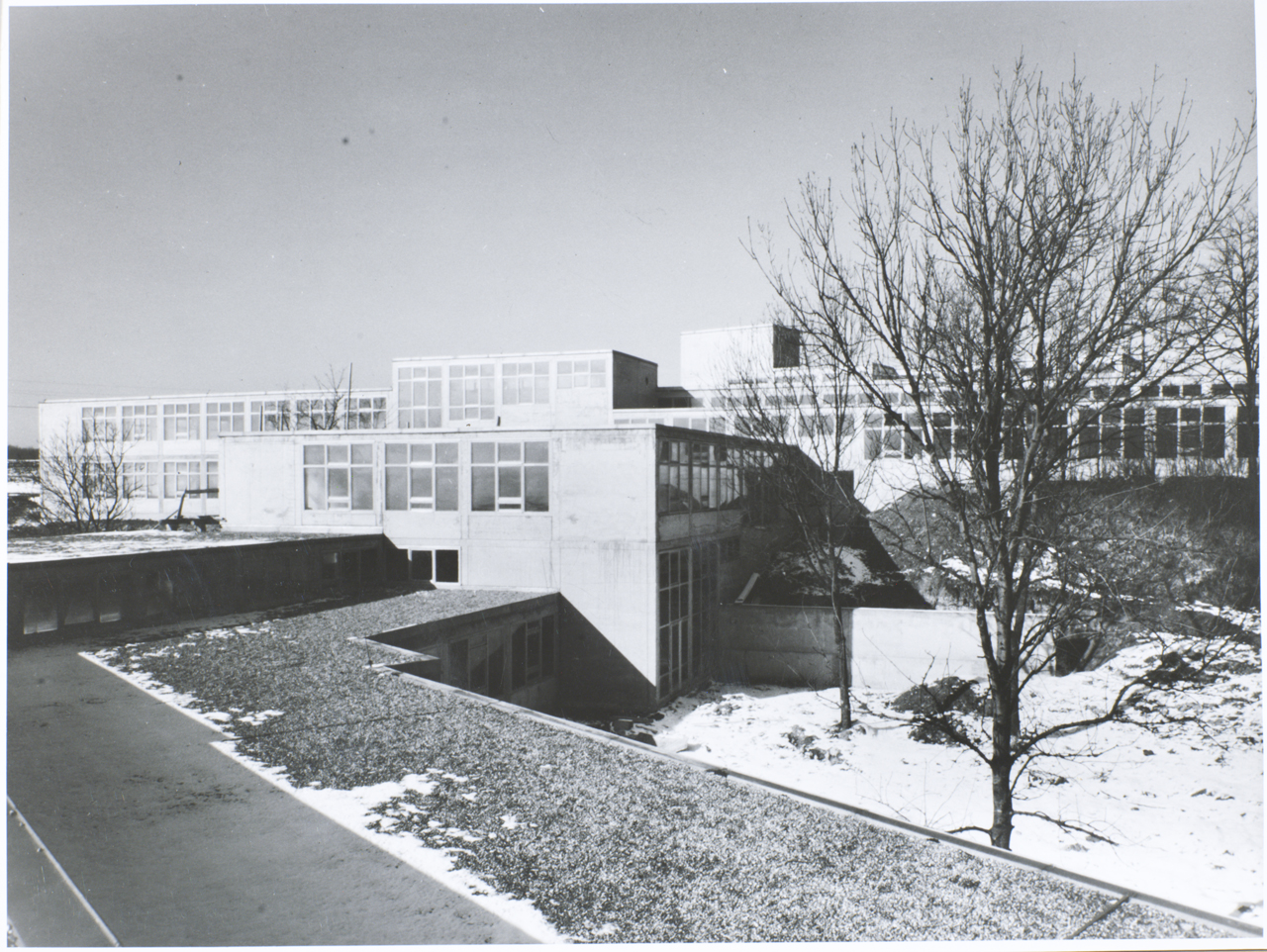
Hochschule für Gestaltung Ulm (1955)

Die Hochschule für Gestaltung Ulm (HfG Ulm) wurde 1953 von Inge Aicher-Scholl, Otl Aicher, Max Bill und weiteren in Ulm gegründet. Sie knüpfte an die Lehre und Erfahrungen des Bauhauses an, einer Hochschule, die in Kunst, Architektur und Gestaltung neue Wege beschritten hatte, auch personell gab es Verbindungen. Nach einem Grundstudium wurden die Fachbereiche Produktgestaltung, Visuelle Kommunikation, Bauen, Information (bis 1964) und Film (ab 1962) angeboten. Während ihres Bestehens bewegte sich die HfG Ulm zwischen wirtschaftsnaher Produktion zusammen mit Unternehmen wie Braun und methodologischer Forschung. International genoss sie einen hervorragenden Ruf und war Wegbereiter und Vorbild sowohl für künftige Design-Studiengänge an Hochschulen für Gestaltung als auch für das Berufsbild des Designers. 1968 wurde die Schule geschlossen, nachdem Konflikte über die Ausrichtung der Schule und finanzielle Probleme die Einrichtung in eine Krise geführt hatten.

## Lage
Nach einer anfänglichen Aufnahme des Lehrbetriebs in den Räumen der Ulmer Volkshochschule baute der Architekt Max Bill, damals Rektor der Hochschule für Gestaltung, einen Neubau auf dem Kuhberg im Westen der Stadt Ulm. In den Gebäuden befindet sich heute unter anderem das Archiv der Hochschule. Von der Anhöhe des Kuhbergs ist die Altstadt Ulms sichtbar. Neben dem Grundstück liegt die ehemalige Festung Fort Oberer Kuhberg, in der sich in der NS-Zeit ein Konzentrationslager befand.

## Geschichte der Hochschule für Gestaltung

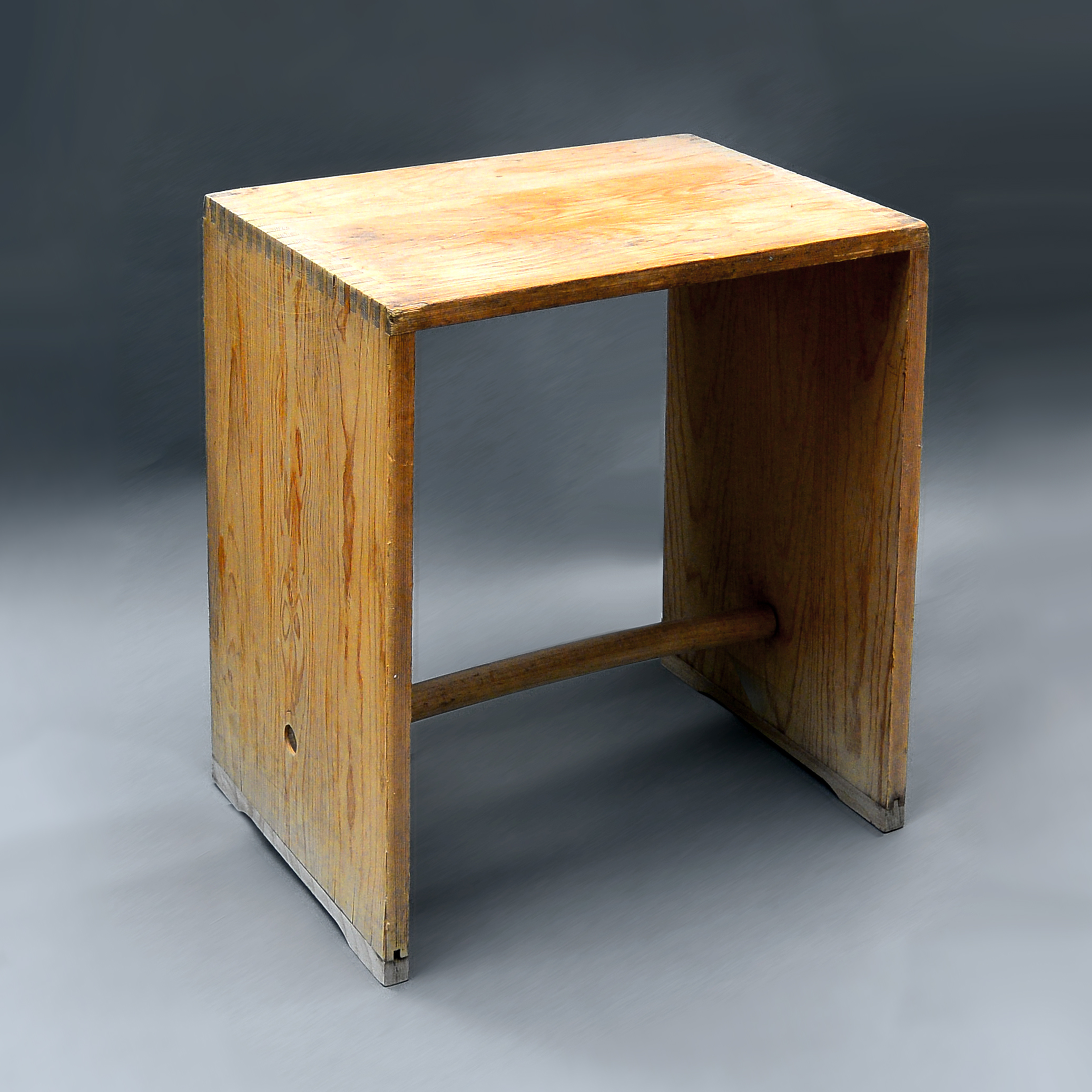
Ulmer Hocker

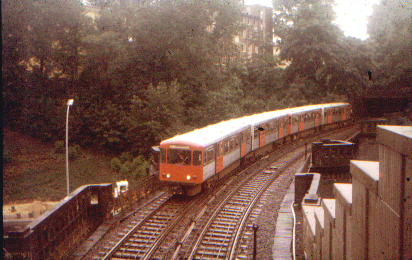
Triebwagen DT2 der Hamburger Hochbahn von 1962

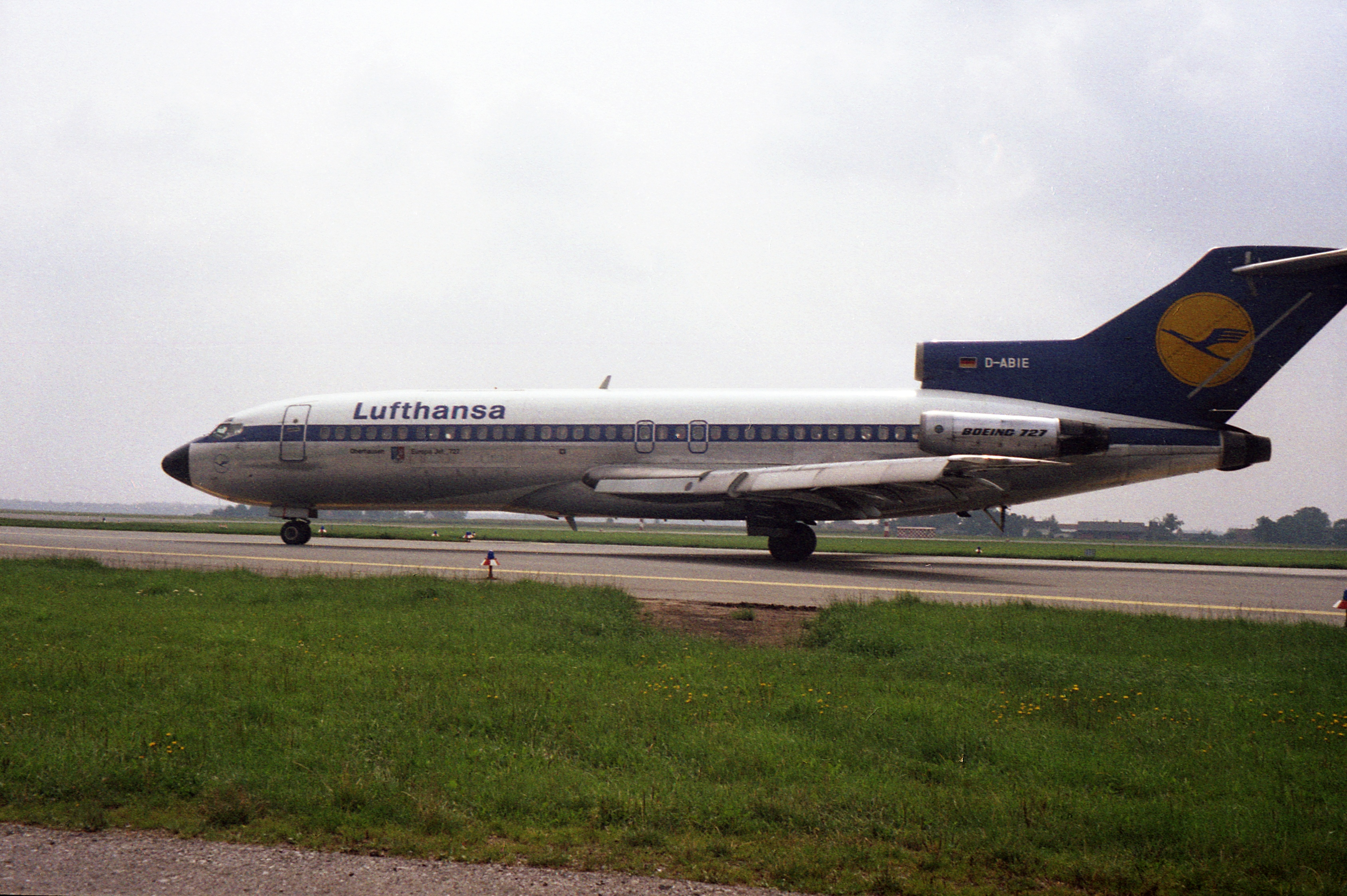
Corporate Design der Lufthansa

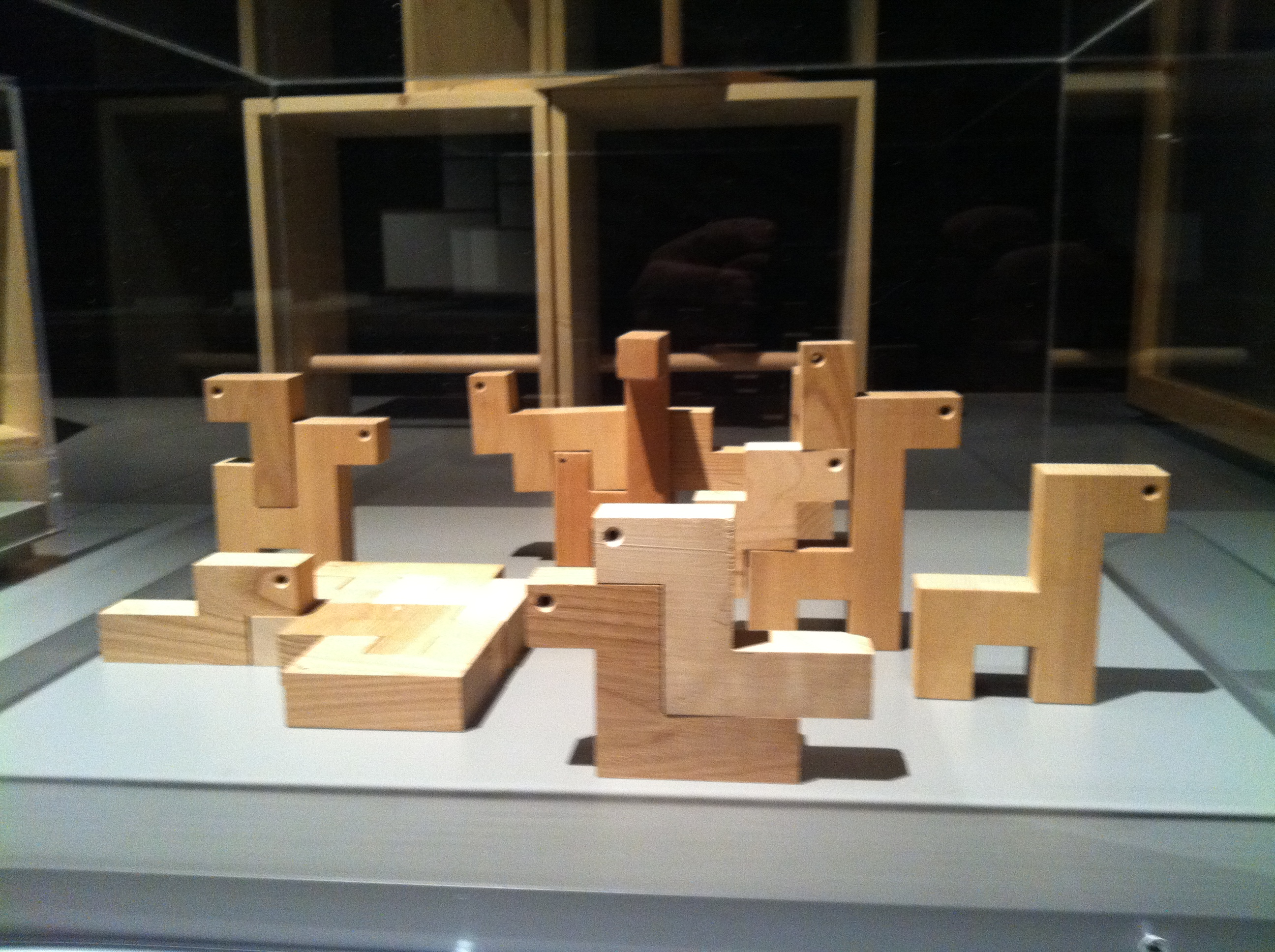
Spielzeug, entworfen von Hans von Klier

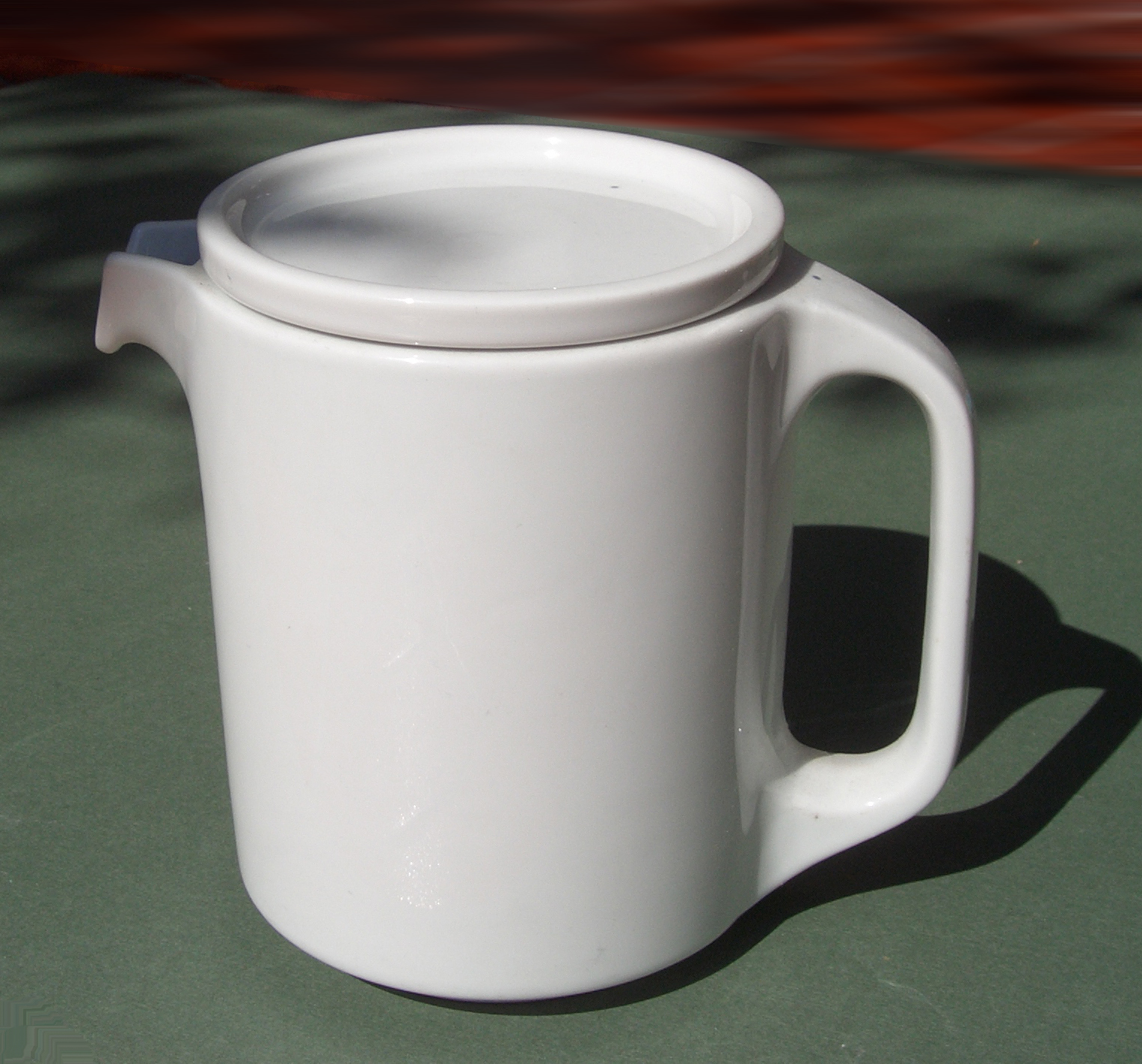
Teekanne als Bestandteil eines stapelbaren Service, gestaltet von Hans Roericht

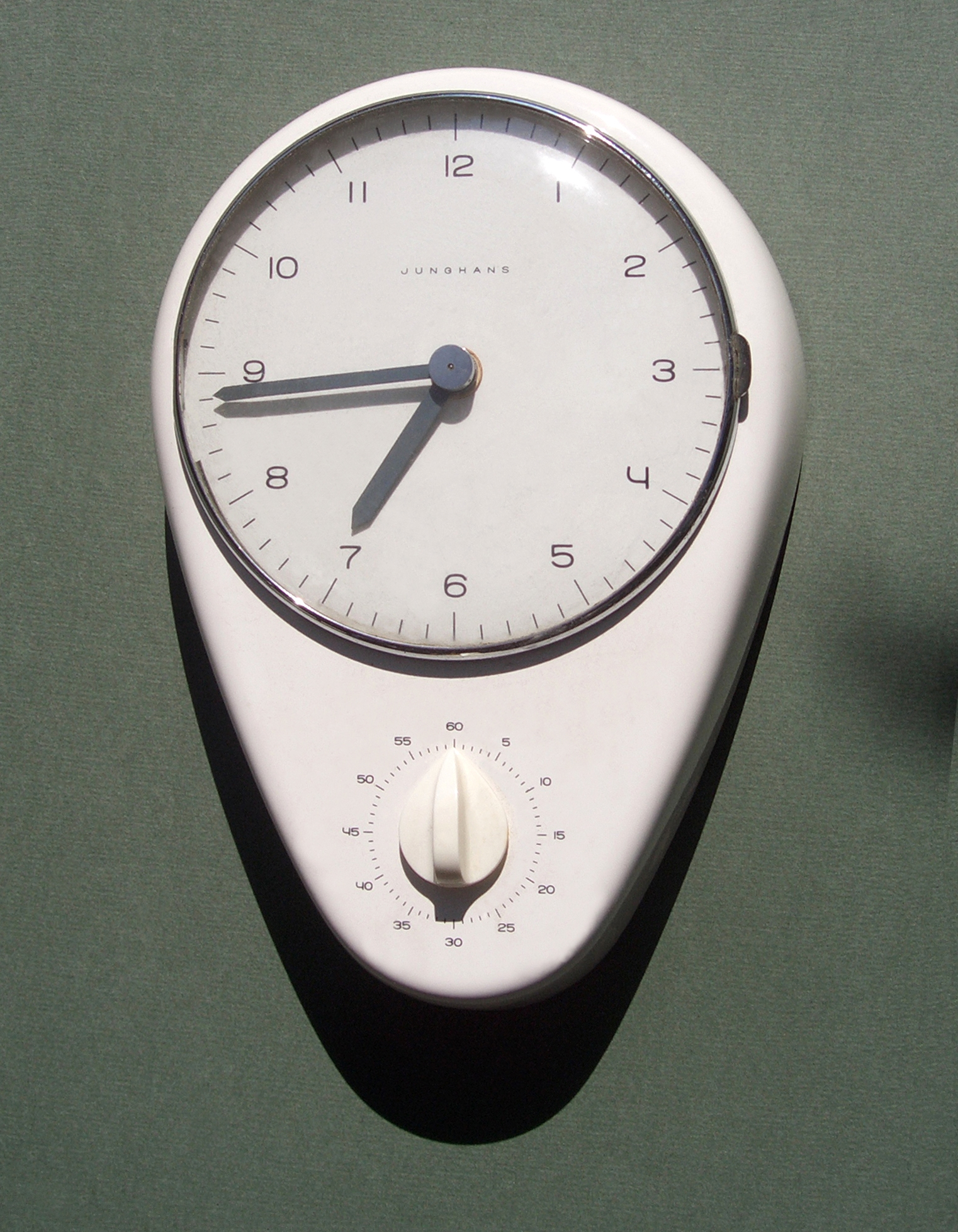
Max Bill entwarf diese Küchenuhr während seiner Zeit auf der HfG für Junghans.

### Konzeption
Der Architekturhistoriker Manfredo Tafuri schreibt, dass die Hochschule für Gestaltung die Erfahrungen des Bauhauses fortführen sollte.
Die Jahre 1945 bis 1952 waren geprägt durch Konzipierungs-, Finanzierungs- und Strukturierungsplanungen. Durch Kontakte Max Bills zu Walter Gropius wurden US-amerikanische Stiftungen auf das Projekt aufmerksam. Der alliierte Hochkommissar John McCloy unterstützte die Initiative zur HfG-Gründung. Die HfG sollte einen College-ähnlichen Campus nach US-Vorbild erhalten, damit die Hochschulangehörigen in freier Gemeinschaft Lehrender und Lernender zusammenleben konnten. John McCloy überreichte Inge Scholl 1952 kurz vor seinem Abschied als Hochkommissar einen Scheck über eine Million DM unter der Voraussetzung, dass sie eine weitere Million in Deutschland aufbringen würde. Das Geld stammt aus einem US-Fonds, der nach dem Zweiten Weltkrieg zur demokratischen Erziehung der deutschen Bevölkerung vorgesehen war. Ein Teil der weiteren Gelder kam von der Norwegischen Europahilfe.
Offizielle Trägerin der künftigen HfG sollte die Geschwister-Scholl-Stiftung sein, die von Inge Scholl im Gedenken an ihre Geschwister Sophie und Hans Scholl gegründet worden war. Diese waren als Mitglieder der Widerstandsgruppe Weiße Rose im Jahr 1943 von den Nationalsozialisten hingerichtet worden.

### Schuleröffnung und Bau der Hochschule

#### Beginn des Lehrbetriebs
Am 1. April 1953 wurde Max Bill erster Rektor der neu gegründeten Hochschule. Am 3. August 1953 begann der Lehrbetrieb in Räumen der Ulmer Volkshochschule. Josef Albers, Walter Peterhans, Johannes Itten und Helene Nonné-Schmidt unterrichteten die ersten 21 Studenten. Die Ausbildung war auf vier Jahre angelegt. Im ersten Jahr fand das Grundstudium statt, die weiteren drei Jahre dienten zur Vertiefung in den Fachgebieten Gestalter für Produktgestaltung, Visuelle Kommunikation, Bauen, Information (bis 1964) und Film, das bis 1961 bei der visuellen Kommunikation beheimatet war und ab 1962 als eigenständiges Fachgebiet weitergeführt wurde. Mit diesem Konzept wurden die Lehrmethoden und -inhalte des künftigen Berufsbildes Design entwickelt.

#### Neubau
Am 8. September 1953 erfolgte der erste Spatenstich für den Bau des HfG-Komplexes auf dem Oberen Kuhberg nach Entwürfen von Max Bill. Die HfG war dabei einer der ersten Hochschul-Neubauten Deutschlands in Stahlbetonskelettbauweise mit großzügigen Werkstätten, Studentenwohnheim und Mensa. Der Innenausbau und auch die Möblierung waren auf den flexiblen Nutzen der Hochschule ausgelegt. Am 5. Juli 1954 wurde das Richtfest gefeiert. Ab 1955 fand der Lehrbetrieb in den Räumen der HfG statt. Die offizielle Eröffnung des Unterrichtsgebäudes erfolgte am 2. Oktober 1955, auf der Walter Gropius die Eröffnungsrede hielt.

### Hochschulbetrieb

#### Rücktritt Max Bills als Rektor
1955 trat Max Bill aus Gründen eines Richtungswechsels im pädagogischen Aufbau und in den Lehrveranstaltungen der HfG als Rektor zurück und verließ die Hochschule 1957 aus denselben Gründen. Bill befürwortete ein Fortführen des Bauhaus-Modells, andere Dozenten wollten ein mehr an Wissenschaft und Theorie orientiertes Ausbildungsmodell. Ein Rektoratskollegium wurde eingesetzt, unter ihnen Otl Aicher.

#### Nationales Interesse und Beziehungen zu Unternehmen
1958 erschien die erste Ausgabe der HfG-Zeitschrift ulm, die bis zum Ende der Hochschule in deutscher und englischer Sprache herausgegeben wurde. Die Öffentlichkeit wurde ab 1959 durch Rundfunk und Fernsehen auf die HfG aufmerksam, nachdem in den Jahren zuvor Dozenten und Studenten erste Erfolge mit dem Design für die Audiogeräte des Unternehmens Braun, dem Erscheinungsbild der Lufthansa und den Zügen für die Hamburger Hochbahn sammelten, die den Ruf der HfG prägten. Nach sieben Jahren Rektoratkollegium trat 1962 eine neue Verfassung für die HfG in Kraft, die wieder einen alleinigen Rektor vorsah. Die Wahl fiel auf Otl Aicher. 1963 bekam die Hochschule die Ausstattung aus dem Siemens-Studio für elektronische Musik geschenkt, das kurz zuvor aus Kostengründen geschlossen worden war.

### Interne Konflikte, externe Kritik und finanzielle Probleme
Interne Streitigkeiten über die pädagogische Ausrichtung des Lehrbetriebs der Hochschule gaben der Presse 1963 erste Gelegenheiten zu Angriffen gegen die HfG. In einem Spiegel-Artikel aus diesem Jahr hieß es: „Keine Gründung hat aber auch so viel mehr versprochen als gehalten, keine andere akademisch-künstlerische Lehr- und Forschungsanstalt wurde bis auf den heutigen Tag von so vielen Krisen und Querelen heimgesucht, von Mitgründern und Mitarbeitern so scharf kritisiert wie das von der „Geschwister-Scholl-Stiftung“ getragene Unternehmen auf dem Ulmer Oberen Kuhberg.“ Der Landtag von Baden-Württemberg stellte ein Zehn-Punkte-Ultimatum, auf das die HfG einging, womit die Zuschüsse seitens des Landes gesichert waren. Dennoch häuften sich die Probleme, nachdem der Landtag 1967 die Angliederung der HfG an die Ingenieurschule, die Vorläuferin der Ulmer Fachhochschule, verlangte. Die Bundeszuschüsse wurden gestrichen, die finanzielle Lage immer schwieriger.

### Schließung der HfG
Im Lauf des Jahres 1968 mussten die ersten Dozenten aufgrund der schwierigen finanziellen Lage entlassen und die Anzahl der Lehrveranstaltungen eingeschränkt werden. Die Geschwister-Scholl-Stiftung, die Trägerin der HfG, war hoch verschuldet. Interne Zerwürfnisse und Attacken in der Presse lösten immer wieder Debatten im Landtag über die Förderungswürdigkeit der HfG aus. Die verbliebenen Dozenten verweigerten den Lehrbetrieb aus finanziellen und persönlichen Gründen. Der Stuttgarter Landtag bewilligte der HfG am 18. Juli 1968 erneut den Zuschuss für das Studienjahr 1969 unter Auflagen. Da diese Auflagen jedoch nicht fristgerecht erfüllt wurden, wurden die Mittel zum Jahresende 1968 gesperrt. Die Geschwister-Scholl-Stiftung stellte den Betrieb der Hochschule zum 31. Dezember 1968 ein.

#### Ursachen für die Schließung
Die für die Schließung ausschlaggebenden Ursachen sind heute umstritten. Zeitzeugen machen vor allem die Baden-Württembergische Regierung unter Hans Filbinger verantwortlich, der Historiker René Spitz kommt auf Grund einer Analyse von Akten und Protokollen zu dem Schluss, dass die HfG an ihrem Ende weitgehend selbst schuld sei.

„Über die Schließung der HfG kursieren überwiegend Falschmeldungen. […] Wider besseres Wissen wird der Mythos von der HfG aufrechterhalten, die durch den Handstreich eines tumben baden-württembergischen Ministerpräsidenten niedergestreckt worden sei.“

„Die CDU war damals, 1968, entschlossen, die HfG in Ulm aufzulösen, obwohl sie eine ziemlich wichtige Aufgabe hatte – auch in der Nachkriegsdiskussion und in ihrer Verbindung zu den Geschwistern Scholl. […] Der regierenden CDU war das alles, was da in Ulm stattfand, ein bisschen unheimlich.“

Manfredo Tafuri machte in den 1970er Jahren die innere Widersprüchlichkeit in der Ausrichtung der HfG für ihren Niedergang verantwortlich. Durch den Wandel von einer „produktiven Hochschule zu einem methodologischen Laboratorium“ sei die Schließung der Schule „unvermeidlich“ geworden. Einerseits habe es eine Nachfrage nach der Produktion der Schule durch einen wiedererstarkten deutschen Kapitalismus gegeben, allerdings ohne Interesse an kritischer Überprüfung. Anderseits bestand ein Wissen an der HfG um die ungenutzten, oder durch die Wirtschaftsentwicklung blockierten sozialen Möglichkeiten. Die Spannung zwischen Wirtschaft und Forschung habe die HfG in die Krise geführt. Diese von der HfG ausgehende Tendenz zeichne die methodologische Forschungen der Siebziger Jahre vor, das widersprüchliche Schwanken „zwischen Technokratie und Kritizismus“ sei dafür symptomatisch.

### Nach der Schließung
Als erste Institution übernahm die 1970 in Hochschule für Gestaltung umbenannte Hochschule in Offenbach am Main große Teile des Lehrkonzepts der HfG Ulm. Nach Ulm war sie die einzige Hochschule, die die vom Bauhaus übernommene Bezeichnung Hochschule für Gestaltung trug. 1971 folgte die Fachhochschule für Gestaltung in Schwäbisch Gmünd. Später folgten weitere Lehrstätten.
Um den verbliebenen Studenten einen Studienabschluss zu ermöglichen, wurde das Institut für Umweltplanung Ulm der Universität Stuttgart gegründet. Mehrere Dozenten wurden befristet berufen. Nachdem die Studierenden einen Abschluss hatten, wurde der Institutsetat an die Universität Stuttgart übertragen und diente dort teilweise der Einrichtung des ab 1973 von Horst Rittel geleiteten Instituts für Grundlagen der Planung.

## Architektur

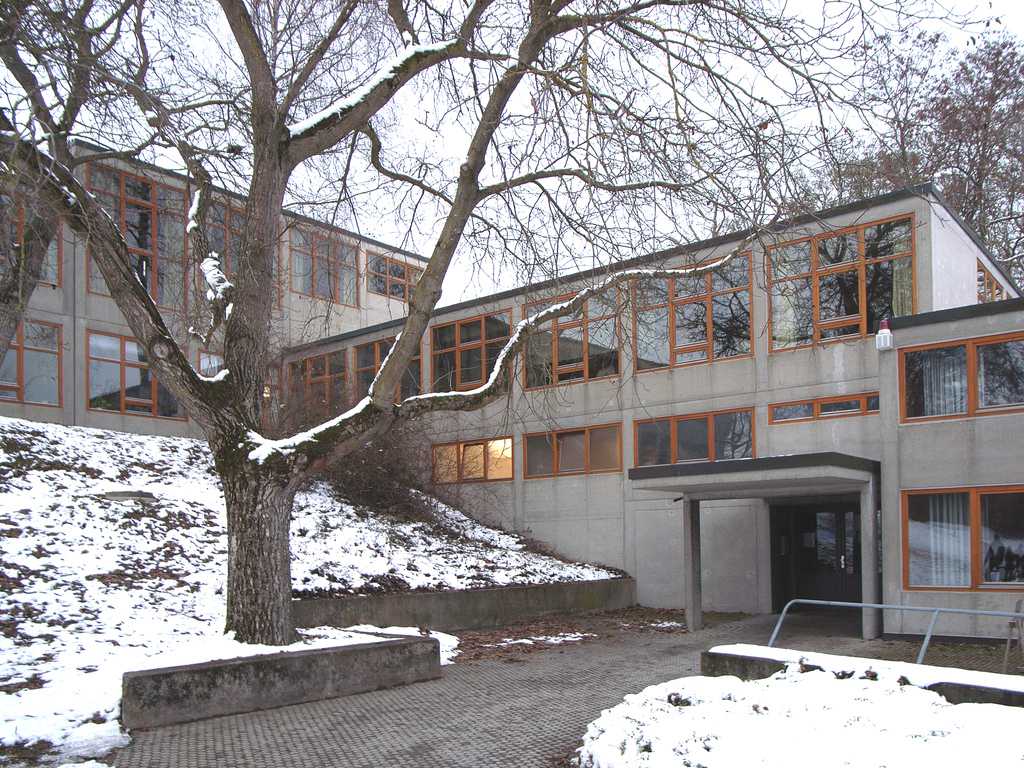
Eingang

### Entwurf und Bau
Max Bill war der Architekt der Hochschule und ein ehemaliger Bauhaus-Schüler, Walter Gropius, der Bauhausgründer hielt 1955 die Festrede zur Eröffnung der Hochschule.
Max Bill entwarf die Hochschule im Kontext des Wiederaufbaus der Nachkriegszeit: Als Hochschule sollte der Campus den Nukleus einer zukünftigen, offenen Gesellschaft bilden.
Die Gebäude entstanden zwischen 1953 und 1955. Dabei war nicht nur das Budget knapp bemessen, Max Bill musste sich bei der Ausführung auch Materialien bedienen, die von Industriebetrieben gespendet wurden. Waren zuerst Stahlfirmen als Zuwender im Gespräch, kamen, nachdem diese abgesprungen waren, Betonhersteller ins Spiel, und die Gebäude wurden in Betonskelettbauweise errichtet. Bauleiter war Fred Hochstrasser.
Erstmals saniert wurden die Gebäude im Jahr 1976 ebenfalls durch Fred Hochstrasser. Eine zweite Sanierung fand zwischen 2009 und 2014 unter Leitung von Adrian Hochstrasser, einem Sohn von Fred Hochstrasser, statt.

### Gestaltung
Zur Gestaltung der HfG heißt es in einer Besprechung des in der Deutschen Bauzeitung im Jahr 2015:

„Konstitutiv für die Ästhetik der Architektur der HfG ist – verschränkt mit dem Postulat der Materialehrlichkeit – die konsequente Reduktion nicht nur der Formen, sondern auch der Materialien. Verwendet wurden im wesentlichen Sichtbeton, Naturholz und geschlämmter Backstein. Als Fußbodenbelag wurden gefärbte Asphaltplatten sowie – in zentralen Verkehrsflächen –Terrazzo verlegt. Die betongrauen Konstruktionsglieder, die den Rhythmus und die Struktur von Fassaden und Räumen ergeben, sind klar ablesbar. Die Holzverbundfenster sitzen bündig an der Außenhaut, die Dächer sind völlig flach.“

### Rezeption
Max Bill arbeitete am Bau der Bundesschule des Allgemeinen Deutschen Gewerkschaftsbundes in Bernau bei Berlin des damaligen Bauhaus-Direktors Hannes Meyer mit. In der Bundesschule, die 1930 fertiggestellt wurde, sieht Oliver Elser einen direkten Vorläufer des Brutalismus, auch wenn es den Begriff zur Bauzeit noch nicht gab. Die Gebäude der HfG wurde so auch bei ihrer Eröffnung von der FAZ als brutalistisch beschrieben. Die HfG entstand gleichzeitig zur Hunstanton School von Alison und Peter Smithson in Großbritannien, die als Schlüsselwerk des Brutalismus gilt. Laut Elser könnte die HfG gleichermaßen als konstituierendes Gebäude des Brutalismus betrachtet werden, wenn die Definition des Brutalismus über die von Reyner Banham und Alison und Peter Smithson erweitert wird.
Seit 1979 ist das Ensemble der ehemaligen Bauten der HfG als Kulturdenkmal von besonderer Bedeutung geschützt.

## Lehre
Der Argentinier Tomás Maldonado übernahm nach dem Rücktritt von Max Bill die Leitung und wollte laut Manfredo Tafuri eine „environmental science“ begründen, um die von Hannes Meyer begründeten didaktischen und produktiven Hypothesen aufzugreifen. An der HfG trafen von 1957 bis 1967 Theoretiker, Architekten, Designer und Angehörige der Kommunikationstheorie (wie Gui Bonsiepe, Claude Schnaidt und Abraham Moles) aufeinander.
Maldonado näherte sich, „obgleich er die Produktion der Schule an große Betriebe wie Braun bindet, dem ästhetischen Gedankengut Max Benses, der formalen Logik und der soziologischen Kritik der Frankfurter Schule“.

## Nachnutzer der Gebäude der HfG

### Universität Ulm und Zentrum für Gestaltung
Die Gebäude der HfG wurden nach der Schließung im Jahr 1968 von 1972 bis 2011 vollumfänglich von der Universität Ulm als Generalmieter genutzt. Das Institut für Medienforschung und Medienentwicklung (IMM) war das letzte „Überbleibsel“ der HfG. Am IMM wurde u. a. 2003 die Dokumentation „Design für Millionen“ veröffentlicht.
Nach dem Auszug der Universität Ulm im Jahr 2010 wurde das ehemalige Hochschulgebäude durch die Stiftung Hochschule für Gestaltung HfG Ulm – Nachfolgerin der Geschwister-Scholl-Stiftung – saniert, um es seiner neuen Nutzung zum „Zentrum für Gestaltung HfG Ulm“ zuzuführen.
Neue Mieter im Haus sind das HfG-Archiv Ulm, das als Teil des Museums Ulm nun mit den Deposita, einer Dauerausstellung zur Geschichte der HfG Ulm und einem Wechselausstellungsraum wieder an den originären Ort seiner Entstehung zurückgekehrt ist. Des Weiteren sind Gestaltungsbüros aus den Bereichen Innenarchitektur, Produktgestaltung, Kommunikationsdesign, Schmuckdesign und Marketing sowie das Aicher-Scholl-Kolleg der vh ulm im Haus eingezogen.

### HfG-Archiv Ulm
Die Stadt Ulm gründete 1987 in den ehemaligen Gebäuden der HfG das HfG-Archiv. Die Initiative hierfür ging von ehemaligen Angehörigen der Hochschule für Gestaltung aus, die sich im club off ulm e.v. zusammengeschlossen hatten und Archivalien der HfG sammelten. Das Archiv hat den Zweck, die Geschichte der HfG umfassend zu dokumentieren. Dadurch sollen Inhalte und Bedeutung ihrer Arbeit einer breiten Öffentlichkeit zugänglich gemacht werden.
Das HfG-Archiv veranstaltet hierzu Wechselausstellungen sowie Symposien und gibt Publikationen heraus. 1993 wurde das HfG-Archiv als eigene Abteilung dem Museum Ulm angegliedert und eine eigene Dauerausstellung zu Geschichte und Entwicklung der HfG im Museum Ulm gezeigt. Von 1997 bis 2012 war die Designforscherin Dagmar Rinker die Leiterin des Archivs. Seit Herbst 2013 wird eine neue ständige Ausstellung zur Geschichte der HfG Ulm in den Räumen des HfG-Archivs präsentiert.
Das HfG-Archiv verfügt neben zahlreichen Archivmaterialien auch über die historische Bibliothek der ehemaligen Hochschule sowie eine Sammlung aktueller Bücher und Zeitschriften zur Designgeschichte. Diese sind als Präsenzbibliothek öffentlich zugänglich.

## Werke aus Ulmer Design
- Ulmer Hocker
- Schneewittchensarg

## Persönlichkeiten

### Dozenten der HfG
- Josef Albers
- Otl Aicher
- Bruce Archer, Design-Theoretiker, Industrial-Designer
- Hermann von Baravalle (1956–1957), Mathematiker, Physiker und Astronom
- Max Bill (1953–1957)
- Gui Bonsiepe
- Anthony Froshaug (1957–1961)
- Hans Gugelot (1954-1965)
- Johannes Itten
- Herbert W. Kapitzki (1962–1968)
- Hanno Kesting, Soziologe
- Alexander Kluge
- Martin Krampen
- Helmut Lachenmann
- Beate Mainka-Jellinghaus
- Tomás Maldonado
- Thomas Mauch, Kameramann, Drehbuchautor, Filmregisseur und Produzent
- Abraham Moles
- Josef Müller-Brockmann
- Helene Nonné-Schmidt (1953–1958)
- Herbert Ohl (1955–1968)
- Walter Peterhans
- Erich Friedrich Podach
- Harry Pross, Publizistikwissenschaftler
- Peter Raacke, Produktgestaltung
- Edgar Reitz
- Horst Rittel, Mathematiker
- Hans Roericht
- Detten Schleiermacher, Filmemacher[18]
- Claude Schnaidt Architekturhistoriker und -theoretiker, leitete die Abteilung Bauen und war letzter Prorektor der HfG
- Friedrich Vordemberge-Gildewart
- Werner Wirsing, Architekt (1967–1968)
- Walter Zeischegg, Plastiker, Designer (1951–1968)

### Lehraufträge an der HfG
- Kurd Alsleben, Lehrauftrag für Strukturtheorie und Schaltalgebra
- Nicolaus Sombart, Soziologe und Schriftsteller (1962)
- Konrad Wachsmann, Industrielles Bauen (1954–1957)
- Horst H. Baumann, Fotografie und Farbe (1963–1964)
- Peter Cornelius, Sachaufnahme, Farbreportage (1963–1968)

### Namhafte Studierende
- Claudia von Alemann
- Kinga Dózsa-Farkas
- Andras Dózsa-Farkas
- Mary Bauermeister
- Gui Bonsiepe
- Monika Buch
- Bernhard E. Bürdek
- Hans G. Conrad
- Doris Cordes-Vollert
- Gerhard Curdes
- Robert Graeff
- Heiner Jacob
- Günther Hörmann
- Michael Klar
- Hans von Klier[19]
- Ingo Klöcker
- Peter von Kornatzki
- Martin Krampen
- Hansjoachim Krietsch
- Klaus Krippendorff
- Immo Krumrey
- Almir Mavignier
- Jeanine Meerapfel
- Rolf Müller
- Alexander Neumeister
- Ferdinand Alexander Porsche (zwei Semester, ohne Abschluss)
- Dieter Raffler
- Helmut M. Schmitt-Siegel
- Claude Schnaidt
- Ula Stöckl
- Fritz Stuber
- Cornelia Vargas
- Eduardo Vargas Herrera
- Margit Weinberg Staber (1931–2024). Kunstkritikerin und Kuratorin[20]
- Heinz Wäger

### Geschichte
- Walter Schaer: Die Ulmer Schule im Grenzgebiet des Zeitgeistes. In: Helmuth Gsöllpointner, Angela Hareiter, Laurids Ortner (Hrsg.): Design ist unsichtbar. Wien 1981, ISBN 3-85409-020-X, S. 209–216.
- Hartmut Seeling: Geschichte der Hochschule für Gestaltung Ulm 1953–1968. Ein Beitrag zur Entwicklung ihres Programms und der Arbeiten im Bereich der Visuellen Kommunikation. Inaugural-Dissertation zur Erlangung des Doktorgrades der Philosophischen Fakultät der Universität zu Köln, Köln 1985.
- Herbert Lindinger: Hochschule für Gestaltung Ulm. Berlin 1987, ISBN 3-433-02272-0.
- Marcela Quijano: HfG Ulm, Programm wird Bau. Stuttgart 2002, ISBN 3-7995-8018-2.
- René Spitz: hfg ulm. der blick hinter den vordergrund. die politische geschichte der hochschule für gestaltung (1953–1968). Stuttgart/London 2002, ISBN 3-932565-16-9.
- Martin Krampen, Günter Hörmann: Die Hochschule für Gestaltung Ulm – Anfänge eines Projektes der unnachgiebigen Moderne. Berlin 2003, ISBN 3-433-01647-X.
- Gerhard Curdes (Hrsg.): HFG Ulm: 21 Rückblicke. Bauen – Gemeinschaft – Doktrinen. Schriftenreihe club off ulm e.v., Ulm 2006. (PDF)
- Gerda Müller-Krauspe: Selbstbehauptungen; Frauen an der HfG Ulm. Anabas-Verlag, 2007.
- Tilo Richter: Structure and Content for the Human Environment: The Hochschule für Gestaltung Ulm, 1953–1968. In: Reto Geiser (Hrsg.): Explorations in architecture. Teaching, Design, Research. Birkhäuser Verlag, Basel / Boston / Berlin 2008, S. 158f.
- René Spitz: HfG IUP IFG. Ulm 1968–2008. Hg. vom Internationalen Forum für Gestaltung IFG Ulm, Ulm 2012, ISBN 978-3-9802864-2-8.
- René Spitz: HfG Ulm. Kurze Geschichte der Hochschule für Gestaltung/Concise History of the Ulm School of Design. A5/06, hg. von Jens Müller, Zürich 2014, ISBN 978-3-03778-413-6.
- Bernhard E. Bürdek: Design. Geschichte, Theorie und Praxis der Produktgestaltung. Basel 2015 (4. Aufl.), ISBN 978-3-0356-0404-7.
- Gerhard Curdes: Hfg – IUP – ZPI 1969–1972. Gestaltung oder Planung? Zum Paradigmenwechsel der 1960er und 70er Jahre am Beispiel der Hochschule für Gestaltung Ulm, des Instituts für Umweltplanung Ulm und des Planungsinstituts der Universität Stuttgart. Dorothea Rohn, Lemgo 2015, ISBN 978-3-939486-94-7.
- Christiane Wachsmann: Vom Bauhaus beflügelt. Menschen und Ideen an der Hochschule für Gestaltung Ulm. avedition, Stuttgart 2018, ISBN 978-3-89986-286-7.
- Rodrigo Otávio da Silva Paiva: A Escola de Ulm (1953–1968). Appris, Curitiba 2023, ISBN 978-65-250-4730-0.

### Lehre
- Hartmut Seeling: Die Grundlehre an der HfG Ulm, ein heute noch brauchbares Modell? In: Werk und Zeit. Jahrgang 1984, Heft 3/4, S. 47–50.
- Daniela Sannwald: Von der Filmkrise zum Neuen Deutschen Film. Filmausbildung an der Hochschule für Gestaltung Ulm 1958–1968. Wissenschaftsverlag Volker Spiess, Berlin 1997, ISBN 3-89166-200-9
- Gerhard Curdes: Die Abteilung Bauen an der hfg (Hochschule für Gestaltung) Ulm. Eine Reflexion zur Entwicklung, Lehre und Programmatik. Schriftenreihe club off ulm e. V. Ulm 2000. (PDF)
- Klaus Krippendorff: The Semantic Turn; A New Foundation for Design. CRC Press Taylor&Francis, Boca Raton, FL 2006, Chapter 9, „Roots in the Ulm School of Design?“
- Karl-Achim Czemper (Hrsg.): hfg ulm, Die Abteilung Produktgestaltung, 39 Rückblicke. Schriftenreihe ulm club off e.v. 2008. Dorothea Rohn Verlag, Dortmund 2008, ISBN 978-3-939486-32-9.
- Barbara Stempel, Susanne Eppinger Curdes: rückblicke: die abteilung visuelle kommunikation an der hfg ulm. 2010, ISBN 978-3-939486-14-5.
- Rodrigo Otávio da Silva Paiva: 421 Plakate der Hochschule für Gestaltung Ulm. klemm + oelschläger, Ulm/Münster 2010, ISBN 978-3-86281-011-6.
- Gerda Müller-Krauspe: hfg ulm. die grundlehre von 1953 bis 1960. 16 rückblicke und 6 kurzporträts. Rohn, Detmold 2011, ISBN 978-3-939486-15-2.
- Peter Schubert, Monika Maus: die abteilung film – institut für filmgestaltung an der hfg ulm, 1960–1968. Rückblick 2012, ISBN 978-3-939486-16-9.
- David Oswald, Christiane Wachsmann, Petra Kellner (Hrsg.): Rückblicke. Die Abteilung Information an der hfg ulm. 2015, ISBN 978-3-939486-95-4.

### Architektur
- Hubert Krins: Warum steht die Ulmer Hochschule für Gestaltung unter Denkmalschutz? In: Denkmalpflege in Baden-Württemberg. 27. Jg., Heft 1, 1998, S. 23–28. doi:10.11588/nbdpfbw.1998.1.13138
- Thomas Reinke, Gordon Shrigley: Max Bill: HfG Ulm: Drawing And Redrawing: Atelierwohnungen, Studentenwohnturm. Verlag marmalade, London 2006, ISBN 0-9546597-1-6.
- Marie Schneider: Eine Legende im Wandel der Zeit. Die Hochschule für Gestaltung in Ulm. In: Denkmalpflege in Baden-Württemberg. 40. Jg. 2011, Heft 1, S. 29–34. doi:10.11588/nbdpfbw.2011.1.12109
- Peter C. Slansky: Filmhochschulen in Deutschland. Geschichte – Typologie – Architektur. edition text + kritik, München 2011, ISBN 978-3-86916-116-7.

### Ausstellungskataloge
- Dagmar Rinker (Hrsg.): Ulmer Modelle – Modelle nach Ulm: Hochschule für Gestaltung Ulm 1953 - 1968. Hatje Cantz, Ostfildern-Ruit 2003, ISBN 978-3-7757-9142-7 (Mit Beiträgen u. a. von Bernhard E. Bürdek, Gui Bonsiepe, Silvia Fernandez, Bernd Meurer).

### Presseartikel
- Bettina Maria Brosowsky: Das Bauhaus überlebte auch nach dem Zweiten Weltkrieg nur für eine kurze Dauer. In: Neue Zürcher Zeitung. 22. Oktober 2018, ISSN 0376-6829 (nzz.ch [abgerufen am 24. Mai 2025]).